# ティブ族
ティブ族（Tiv）はナイジェリアのベヌエ川上流に居住する民族。

## 言語
ニジェール・コンゴ語族に属するベヌエ・コンゴ語を介す。

## 歴史
長らく独自の経済観念で生活を行っていたが、植民地化によりイギリス政府の介入を受け、1948年、最高首長制が導入された。

## 文化
農業に従事し、ヤムイモ、シコクビエ、モロコシなどの作物を生産する。ヤム畑とシコクビエ畑の輪作を行っている。その他畜産業としてはヤギやヒツジ、イヌ、鶏などを食用に飼育する。小規模な定期市を開き、物々交換を行って生活設計を立てる。
一夫多妻制で、父系クランの拡大家族が形成される。長老は成員同士の紛争調停や生産監督などを行っている。

## 宗教
大半がキリスト教またはイスラム教を信仰しており、部族創造神を信仰する部族宗教は一部に痕跡を残すのみとなっている。